# О’Лири, Майкл (бизнесмен)
Майкл Ке́вин О'Ли́ри (англ. Michael Kevin O'Leary, род. 20 марта 1961, Маллингар, Ленстер) — ирландский предприниматель, CEO ирландской авиакомпании Ryanair. Один из самых богатых людей Ирландии с состоянием в 848,6 млн евро на апрель 2018 года.

## Ранние годы
Майкл Кевин О’Лири родился 20 марта 1961 года в Кантёрке (графство Корк) в семье Джер и Тедди О’Лири. Второй ребёнок из шести. Вырос недалеко от Маллингара (графство Уэстмит). Отец — владелец доли текстильного предприятия. Окончил Колледж Клонгауз Вуд (рядом с Клейном, графство Килдэр и Тринити-колледж в Дублине (1983 год), где изучал экономику и бизнес.
Проходил стажировку в компании Stokes Kennedy Crowley, изучал налоговую систему Ирландии. В 1985 году ушёл из компании и открыл газетные киоски в двух дублинских районах — Тереньюр и Уолкинстаун. Работая в Stokes Kennedy Crowley, О’Лири встретил Тони Райана, начальника лизинговой компании Guinness Peat Aviation. Райан стал одним из клиентов KPMG, а О’Лири помогал ему решать вопросы по налогам с доходов. В 1987 году Райан нанял О’Лири в качестве личного финансового и налогового советника, уделяя особое внимание вопроса GPA.

## Карьера в Ryanair
Во время работы О’Лири компания Ryanair перешла на модель бюджетной авиакомпании, следуя опыту и образцу Southwest Airlines. В интервью 2001 года О’Лири описывал систему дополнительных доходов так: «В то время как другие компании задаются вопросом, как смириться с тарифами, мы задаёмся вопросом, как от них избавиться» (англ. The other airlines are asking how they can put up fares. We are asking how we could get rid of them).
Бизнес-модель О’Лири включает в себя выручку от продажи товаров на борту, интернет-игр, аренды автомобилей и бронирования отелей как дополнение к доходам от продажи авиабилетов. Экономия осуществляется также благодаря переговорам с аэропортов по поводу снижения сборов за посадку. В большинстве случаев региональные аэропорты не брали сборы, чтобы гарантировать прилёт богатых пассажиров. Дерегуляция ирландских крупных аэропортов и преобразование традиционных авиакомпаний с полным набором услуг считаются именно заслугой О’Лири.